# Musa I del Mali
Musa I del Mali, meglio noto come Mansa Musa (1280 – 1337), è stato il nono imperatore dell'Impero del Mali e il primo della dinastia Laye.
Incoronato nel 1312, dopo un anno dalla partenza di suo fratello Mansa Abu-Bakr, si stima che sia stato l'uomo più ricco della storia. Secondo il sito statunitense Celebrity Net Worth infatti, che ha analizzato le fortune degli uomini più ricchi della storia armonizzandole al tasso di inflazione attuale, Mansa Musa sarebbe stato l'uomo più ricco di sempre con un patrimonio che andava dai 400-500 miliardi di dollari per i più prudenti, a circa 750-800 miliardi per altri.

## Biografia
Fu uno dei primi musulmani alla guida di Tekiu dell'Impero e come tale cercò di diffondere l'Islam, istituendo inoltre una festa nazionale per la fine del ramadan. Sapeva scrivere in arabo e fu affascinato da Timbuktu, importante centro culturale dell'epoca annessa pacificamente all'Impero proprio durante il suo regno (insieme a Gao) nel 1324. Fondò inoltre diverse università islamiche.
Particolarmente celebre fu il pellegrinaggio che compì alla Mecca tra il 1324 e il 1326, descritto tra l'altro dallo storico arabo Ibn Khaldun e tradottosi in un’enorme “ostentazione di ricchezza”: Musa partì con un enorme seguito di 60.000 uomini, 12.000 schiavi carichi di quattro libbre d'oro in barre a testa, araldi vestiti di seta con cavalli con staffe d'oro e ottanta cammelli, ciascuno con una somma dalle cinquanta alle trecento libbre d'oro in polvere donata a ciascun povero che egli avesse incontrato sul suo cammino. Lungo il tragitto, che gli fece attraversare Il Cairo (in cui incontrò il sultano mamelucco al-Nasir Muhammad) e Medina, distribuì a vario titolo un'enorme quantità d'oro oltre a far edificare ogni venerdì una nuova moschea per pregarvi; si dice che l'oro elargito fu tale da causare in Egitto un periodo di inflazione che durò per dodici anni.
Fu a causa di questo straordinario viaggio che il nome dell'Impero del Mali iniziò a diventare noto e apparire sulle carte geografiche sia del mondo arabo che di quello europeo; sempre durante il viaggio Musa conobbe il poeta e architetto di al-Andalus, Abū Isḥāq al-Sāhilī, che al ritorno lo seguì ed ebbe l'incarico di costruire alcuni degli edifici più imponenti dell'impero, soprattutto a Timbuktu, tra cui spicca in particolare la moschea Djinguereber, ancora oggi una delle più grandi del mondo. Sotto Musa l'impero acquisì anche il controllo di Taghazza, regione economicamente importante per la produzione di sale. Il suo impero arrivò difatti a produrre la metà del sale e dell’oro in uso nel mondo.
Il successore di Mansa Musa, ovvero suo figlio Maghan I, fu l'imperatore più dissoluto dopo Mansa Khalifa, ma in questo periodo l'impero era troppo ricco per essere indebolito dal suo malgoverno.

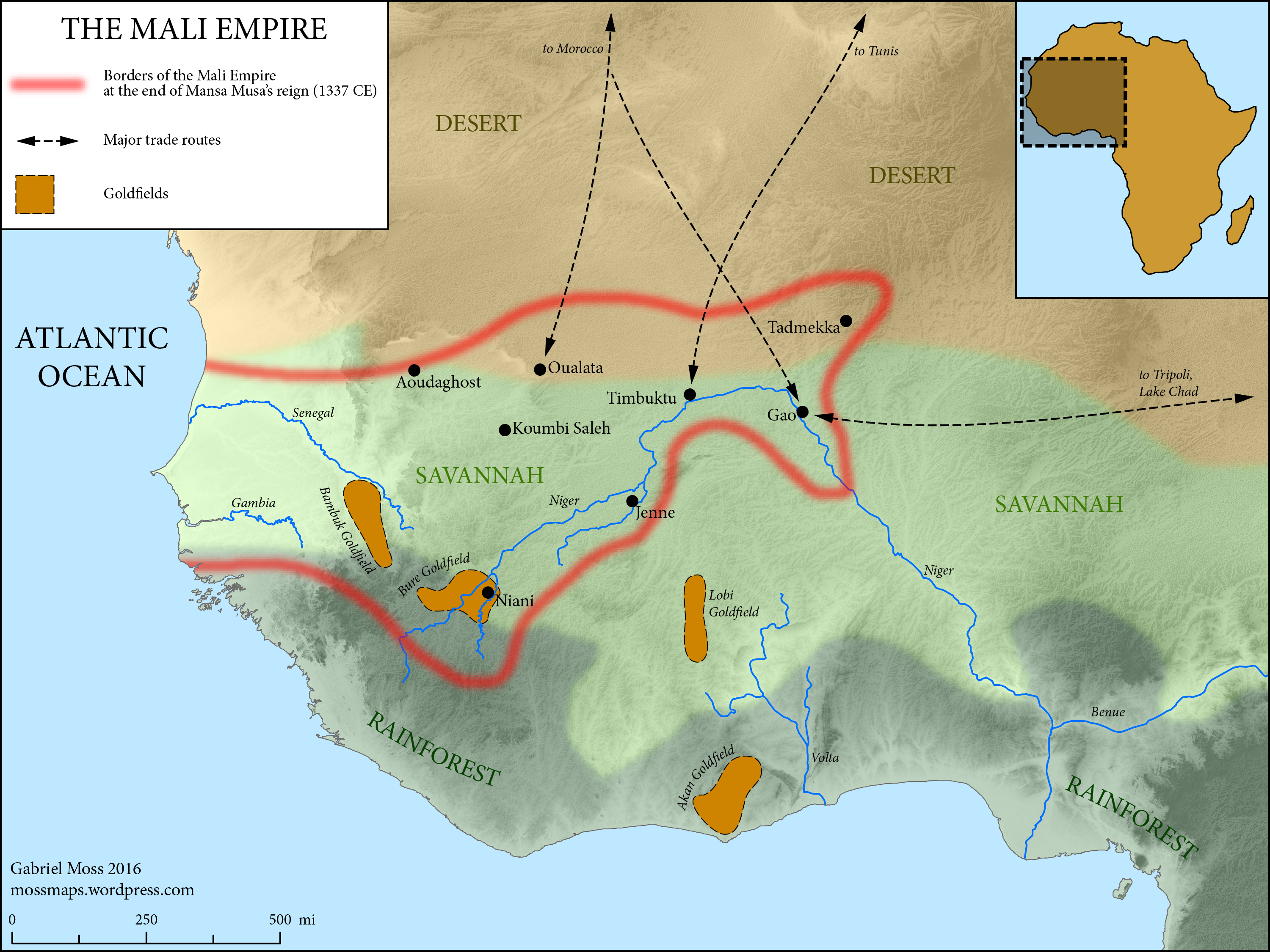
In rosso i confini dell'Impero del Mali alla morte di Musa